# Бабина Гора (городище)
49°50′32″ с. ш. 31°27′27″ в. д.
Ба́бина Гора — городище позднезарубинецкой культуры в Каневском районе Черкасской области Украины. Датируется серединой I века до н. э. — концом I века н. э. Укреплённое поселение располагалось на высоком правом берегу Днепра в 3 км южнее села Бучак, на семидесятиметровой высоте над уровнем воды.
Нижнее Поднепровье с позднескифским населением в I веке подверглось сарматской экспансии, в результате которой многие поселения были разрушены. Часть нижнеднепровского населения обосновалась на поселениях в южном районе зарубинецкой территории. Бабина Гора стала одним из таких поселений. Такое мирное переселение могло быть только при добрососедских отношениях. Вследствие этого в I веке н. э. в южной части Среднего Днепра на Каневщине появилось пришлое нижнеднепровское население, которое по происхождению, традициям, возможно языку было иным. Это подтверждает археологический материал жилых и хозяйственных объектов городища Бабина Гора и аналогичные материалы могильника Дедов Шпиль. Возможно со временем эти две группы населения Бабиной Горы ассимилировались бы и образовали новую общность с единой материальной и духовной культурой. 
Однако вскоре, в конце того же I века зарубинецкие поселения и могильники на Среднем Днепре прекратили своё существование по причине вторжения сарматских племён.

## Описание
Памятник был открыт в 1963 году Поросским отрядом Лесостепной экспедиции Института археологии АН СССР под руководством В. Г. Петренко. В 1969—1975 годах на городище проводили раскопки Е. В. Максимов и Н. Н. Бондарь.
Городище имело хорошие естественные защитные укрепления. Склоны горы имели большую крутизну, а со стороны Днепра они были почти вертикальные. Площадка шириной 5 — 12 и длиной около 100 метров имела небольшие размеры; её площадь не превышала 800 м2, из которых раскопано 600 м2. Обнаруженные остатки семи жилищ с разнообразным многочисленным археологическим материалом зарубинецкого типа датируются серединой I века до н. э. — I веком н. э. Культурный слой составлял около 0,6 м, ниже располагались слои эпохи медного века — бронзового. Обнаружено было погребение, отнесённое С. С. Березанской к культуре многоваликовой керамики (Бабинской).
Городище было укреплено деревянно-земляными сооружениями в I веке до н. э. — во времена сарматского и гетского вторжения в Северное Причерноморье и Нижнее Поднепровье. Две линии валов и рвов защищали западный склон от северной до южной оконечности холма. Восточный склон был неприступный из-за большой крутизны. Укрепления проходили также по северной и южной сторонам. У вершины городища верхний и нижний ров имели ширину 3 м, глубину 1,5 м; верхний вал имел высоту до 3 м, нижний — около 1 м. По вершине верхнего вала проходил деревянный плетнёво-глиняный частокол. Частокол был сожжён сарматами, так как при исследовании рвов и валов в верхнем рву были зафиксированы скопления угля, обгоревших плах и печины. Были найдены железные трёхлопастные черешковые наконечники стрел — стрелковое оружие сарматов. Сарматские наконечники стрел и керамика позволили датировать это событие концом I века до н. э. или началом I века н. э.
После сарматского разорения по всему Среднему Поднепровью оборонительная система поселений была коренным образом перестроена. Наличие старых сожжённых и новых укреплений зафиксировано раскопками на Бабиной Горе, на Пилипенковой Горе, на городищах Монастырёк, Ходосовском близ Киева и др., то есть на всей территории, занятой правобережными зарубинецкими племенами. При сооружении новых укреплений старые разрушенные валы и рвы засыпались и на их месте устраивались более мощные насыпи типа эскарпов. Основным местопребыванием населения Бабиной Горы являлись ровные удобные для жизни площадки у подножия горы — селища, где обнаружены следы жилищ и археологический материал. Сарматы сдвинули среднеднепровских зарубинцев со своих обжитых мест, что привело к обезлюдению Среднего Поднепровья и исчезновению здесь зарубинецких поселений и могильников классического типа.